# Вейдлих, Казимир
Казимир Альфонсович Вейдлих или Казимеж Вейдлих (пол. Kazimierz Weydlich, нем. Kasimir de Weydlich или нем. Casimir de Weydlich, 4 августа 1859 — 17 сентября 1913, Львов) — польский, российский и австро-венгерский шахматист, мастер, участник крупных соревнований.

## Биография
Родился в дер. Скотиняны (недалеко от города Каменец-Подольский) в аристократической семье. В шахматы научился играть в школе. Выдвинулся в польских турнирах 1880-х гг. В 1890-е годы считался одним из сильнейших шахматистов Галиции. Составителями сборника партий IV Всероссийского турнира (1905 / 06 гг.) был включен в число сильнейших шахматистов Российской империи.
Пик карьеры — участие в 9-м конгрессе Германского шахматного союза (выиграл партию у К. Шлехтера, которой в то время был восходящей звездой).
В 1898 году выиграл небольшой матч у Ж. Таубенгауза.
Стоял у истоков Львовского шахматного клуба (в ноябре 1894 года на открытии сыграл партию с И. Попилем; обоим помогали консультанты).
До последних лет жизни участвовал в львовских турнирах.
Удачно играл по переписке. Лучший результат — второй приз в турнире журнала «Le Monde Illustré» («Иллюстрированный мир») в 1897 году.

## Спортивные результаты
| Год         | Город   | Соревнование                                    | + | −  | = | Результат | Место |
| ----------- | ------- | ----------------------------------------------- | - | -- | - | --------- | ----- |
| 1883 / 1884 | Варшава | Чемпионат Варшавы                               |   |    |   |           | 5—6   |
| 1894        | Лейпциг | 9-й конгресс Германского шахматного союза       | 3 | 10 | 3 | 4½ из 16  | 16    |
| 1895        | Львов   | Первенство городского шахматного клуба          |   |    |   |           | 3     |
| 1896        | Львов   | Первенство городского шахматного клуба          |   |    |   |           | 2     |
| 1897        |         | Турнир по переписке журнала «Le Monde Illustré» |   |    |   |           |       |
| 1898        | Варшава | Матч с Ж. Таубенгаузом                          | 2 | 0  | 0 | 2 : 0     |       |
| 1904        | Львов   | Первенство городского шахматного клуба          |   |    |   |           | 4     |
| 1912        | Львов   | Первенство городского шахматного клуба          |   |    |   |           | 4—5   |